# 58184 Masayukiyamamoto
58184 Masayukiyamamoto è un asteroide della fascia principale. Scoperto nel 1991, presenta un'orbita caratterizzata da un semiasse maggiore pari a 2,3841842 UA e da un'eccentricità di 0,1982696, inclinata di 1,74249° rispetto all'eclittica.